# Salvador Brotons
Salvador Brotons i Soler (Barcelona, 17 de julho de 1959) é um compositor e maestro espanhol. Desde 2008 ele é o maestro da Banda Municipal de Barcelona.

## Biografia
Salvador Brotons nasceu em 1959 numa família de músicos, estudou flauto com o seu pai e, no ano de 1967, Salvador Brotons frequentou o Conservatório de Música de Barcelona, onde recebeu títulos em suas três áreas de estudos, que consistiam em direito, composição e flauta. Dez anos depois, em 1977, com 18 anos, ele se tornou o principal flautista da Orquestra Ciutat de Barcelona. Mais tarde, em 1985, Brotons deixou a Espanha para estudar na Universidade Estadual da Flórida através da bolsa de estudos Fulbright, da qual obteve seu doutorado em música. Mais tarde, Brotons mudou-se para o oeste para ensinar e conduzir na Universidade Estadual de Portland, no Óregon. Aqui, ele ensinou literatura e história da música, além de regência orquestral. De 1987 a 1997, ele também dirigiu a Orquestra Sinfônica da Universidade Estadual de Portland.

## Obras e prémios
Até agora, ao longo de sua vida, Brotons compôs 143 obras e 16 gravações. Brotons produz principalmente obras para orquestras e conjuntos de câmara. Ele recebeu 15 prémios, entre os quais, o Prêmio Orquesta Nacional de Espanha (1977), seu primeiro prêmio, por suas Cuatro Piezas para Cuerdas. Mais tarde, ele recebeu o Premio Ciutat de Barcelona por sua primeira sinfonia em 1983 e por Absències em 1986. Também no ano de 1986, ele recebeu o prêmio da Liga dos Compositores do Sudeste por sua Sinfonietta de Camara. Pouco depois, Brotons recebeu o Prêmio de Composição de Corais da Universidade de Madison por sua peça Flute Suit em 1987 e o Premio Reina Sofia de Composición em 1991 por seu Virtus of Orchestra. Os trabalhos de Salvador Brotons foram publicados por selos como Naxos, EMI, Albany Records, RNE e Harmonia Mundi. Ele também conduziu em Israel, França, Alemanha, China, Polónia, Uruguai, Coreia do Sul, México e Colômbia.